# 추이거좡역
추이거좡역(중국어: 崔各庄站)은 중국 베이징시 차오양구 추이거좡 지구 라이광잉 동로에 위치한다. 베이징 지하철 15호선의 지하철역으로 2016년 12월 31일에 개장되었다.

## 위치
추이거좡역은 라이광잉 동로와 둥신뎬로의 교차점에 위치하며 남북 방향으로 연결된다.

## 역 구조

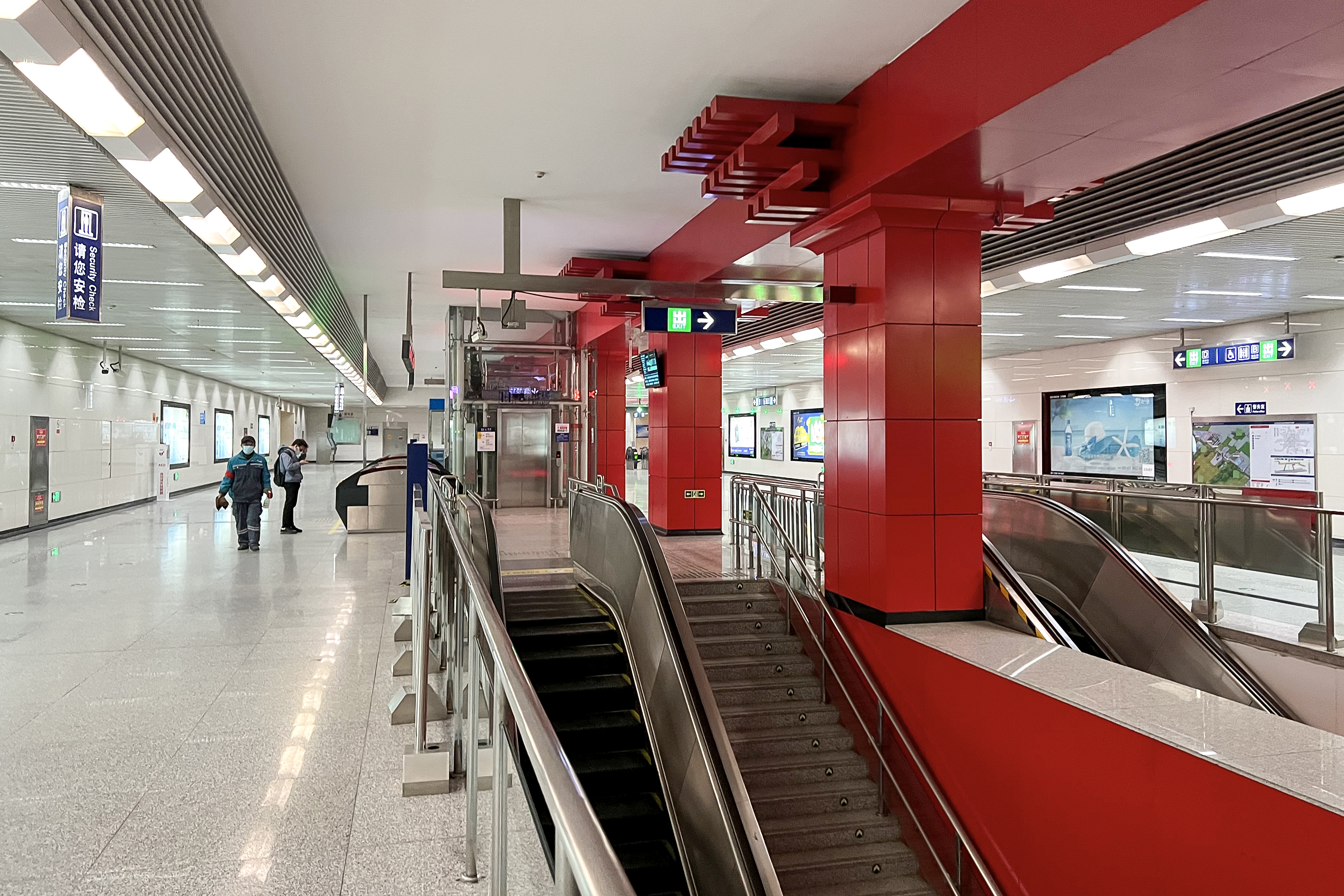
대합실

이 역은 1면 2선의 섬식 승강장 설계를 갖춘 지하역이다. 역 내부에는 두공 모양의 장식이 있고, 주요 색상은 주홍색, 나머지는 흰색으로 이루어져 있다.

### 층별 구조
| 지면층          | 지면                            | B-D출입구                             |
| 지하 1층 대합실 | 대합실                          | 고객센터, 자동발권기, 출입 게이트     |
| 지하 2층 승강장 | ←                               | ■ 15호선 칭화둥루시커우 방면 (왕징둥) |
| 지하 2층 승강장 | 섬식 승강장, 왼쪽 출입문이 열림 |                                       |
| 지하 2층 승강장 | →                               | ■ 15호선 펑보 방면 (마취안잉)         |

## 출입구
|                         |                                |           |      |             |
| 출구                    | 지시                           | 출구 인근 | 사진 | 무장애 시설 |
| 出口 · B                | 라이광잉 동로(来广营东路) 북측 |           |      |             |
| 出口 · D                | 라이광잉 동로(来广营东路) 남측 |           |      | 빈칸        |
| 아이콘 설명: 엘리베이터 |                                |           |      |             |